# Урус-Мартанівський район
Урус-Мартанівський район (чеч. Хьалха-Мартан кІошт, рос. Урус-Мартановский район) - адміністративна одиниця у складі Чеченської республіки Російської Федерації. Адміністративний центр - місто Урус-Мартан.
Район утворений 1922 року. Населення становить 142 302 осіб. Площа - 650 км². Району підпорядковані 13 населених пунктів, які входять до 11 сільських поселень.